# Hendrik Kaasjager

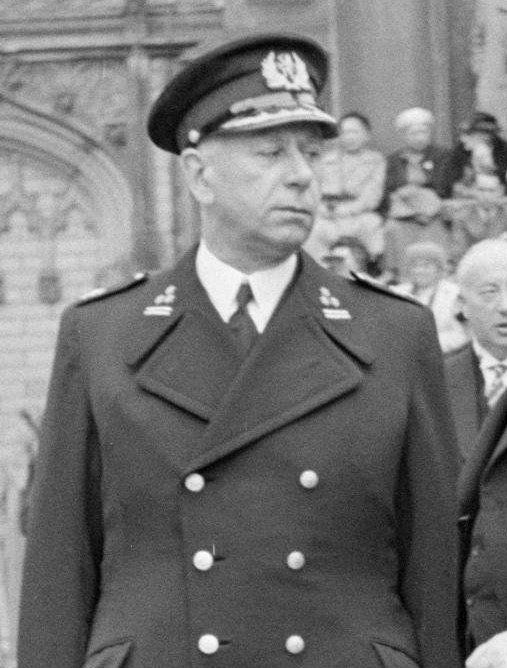
Hoofdcommissaris H.A.J.G. Kaasjager (1948)

Hendrik Adrianus Johann Gerhard Kaasjager (Zaltbommel, 11 juni 1891 – Amersfoort, 19 november 1966) was een Nederlands politiecommissaris.

## Militaire carrière
Hendrik Kaasjager, zoon van de aannemer A.C. Kaasjager, ging in 1909 naar de Koninklijke Militaire Academie in Breda waar hij ging studeren in de richting Artillerie hier te lande. Kort nadat hij daar in 1912 geslaagd was werd hij als tweede luitenant benoemd bij het eerste regiment vesting-artillerie en ingedeeld bij de compagnieën te Utrecht. Enige tijd later werd hij bevorderd tot eerste luitenant en kwam hij terecht bij de veldartillerie. In 1920 ging hij met behoud van rang over van de artillerie naar de Koninklijke Marechaussee. In 1923 werd Kaasjager districtscommandant van de marechaussee in 's-Hertogenbosch en vier jaar later volgde zijn promotie tot kapitein. In 1934 werd hij districtscommandant in Vlissingen en vanaf maart 1938 werd hij belast met het commando over het depot van de marechaussee in Apeldoorn waar opleiding werd gegeven aan officieren, onderofficieren en marechaussees.
Toen Höhere SS- und Polizeiführer Rauter in 1941 de opdracht gaf aan de marechaussee om 300 manschappen aan te wijzen voor herscholing bij het Politie Opleidings Bataljon te Schalkhaar weigerde districtscommandant Kaasjager om hiervoor mensen aan te wijzen waarop hij in september van dat jaar ontslagen werd en vervolgens als krijgsgevangene werd opgesloten. Hij kwam in kamp Stanislau terecht. Na de bevrijding in 1945 kreeg hij zijn oude functie terug.

## Hoofdcommissaris Amsterdam
Kaasjager werd in januari 1946 benoemd tot hoofdcommissaris van de Amsterdamse politie als opvolger van de ernstig zieke Karel Henri Broekhoff die enkele maanden later overleed na een mislukte hersenoperatie. In tegenstelling tot voorgangers als Marcusse en Versteeg die van 1919 tot 1941 leiding hadden gegeven aan het Amsterdamse korps, kwam Kaasjager dus niet voort uit dat korps. Dit was een bewuste keuze gezien de spanningen binnen de korpsleiding bij het aanwijzen van de nieuwe hoofdcommissaris voor na de bevrijding.

### Plan-Kaasjager
Afgezien van een grote staking in het voorjaar van 1955 had hij als hoofdcommissaris te maken met een relatief rustige periode. Kaasjager is vooral bekend geworden door zijn op 20 oktober 1954 gelanceerde plan om een deel van de Amsterdamse grachten te dempen ten behoeve van het autoverkeer. Het ging hierbij om het Open Havenfront, het Singel, het restant van het Damrak, de Geldersekade, de Kloveniersburgwal, de Raamgracht, het restant van het voor de oorlog al grotendeels gedempte Rokin, en een deel van de Amstel. Ook zou een deel van de bebouwing van de Nieuwmarkt, de Nieuwe Hoogstraat, de Utrechtsestraat en de Weesperstraat moeten worden gesloopt.
Tegen het plan, dat door Kaasjager op verzoek van burgemeester D'Ailly was opgesteld, werd geprotesteerd door de Bond Heemschut, het Genootschap Amstelodamum, het Koninklijk Oudheidkundig Genootschap en de Vereniging Hendrick de Keyser.
Het plan werd ook sterk bespot, onder andere door Opland die de commissaris afbeeldde als Keizer Nero die vanaf het dak van een huis aan de Elandsgracht uitkijkt over de verwoeste stad. Het werd nooit uitgevoerd.

### Opvolging
Hoofdcommissaris Kaasjager ging in juli 1956 met pensioen, waarna hij meteen naar Amersfoort verhuisde. Minister Beel van Binnenlandse Zaken vond het nog te vroeg om iemand uit het korps als opvolger aan te wijzen. Burgemeester D'Ailly had drie buitenstaanders voorgedragen, maar toen in de zomer die namen bekend raakten, trokken twee kandidaten zich terug. Een extra vertraging in de opvolging werd veroorzaakt door het overlijden van de minister Donker van Justitie eerder dat jaar en de val van het kabinet-Drees II. D'Ailly kwam met een nieuwe voordracht: Hendrik Jan van der Molen, die net als Kaasjager afkomstig was van de Koninklijke Marechaussee. Pas op 1 november van dat jaar werd hij aangesteld als de nieuwe hoofdcommissaris. In de tussenliggende tijd had commissaris Posthuma tijdelijk de algehele leiding van het korps waargenomen.
Na zijn pensionering ging Kaasjager het rustiger aan doen al accepteerde hij in zijn nieuwe woonplaats wel de functie van hoofd van de dienst sociale verzorging van de Bescherming Bevolking (BB) in de kring Amersfoort. In 1966 overleed hij in die plaats op 75-jarige leeftijd.